# أبيل سيلر
كان أبيل سيلر (23 أغسطس 1730 ليستل- 25 أبريل 1800 برلينغن) مخرجًا مسرحيًا سويسري المولد ومصرفيًا تجاريًا سابقًا يُعد أحد مديري المسرح العظماء في القرن الثامن عشر بأوروبا. لعب دورًا محوريًا في تطوير المسرح الألماني وكان يُعد «الراعي الأول للمسرح الألماني» في حياته. دعم تطوير الأعمال الجديدة والإنتاجات التجريبية، ما ساعد في تأسيس هامبورغ باعتبارها مركزًا للإبداع المسرحي وتأسيس نظام مسرحي بتمويل عام في ألمانيا. عمل مع بعض من أبرز الممثلين وكتّاب المسرحيات الألمانيين في عصره، وتُنسب إليه ريادة أسلوب جديد أكثر واقعية في التمثيل، وتقديم شكسبير لجمهور ناطق بالألمانية، والترويج لمفهوم المسرح الوطني في تقليد لودفيغ هولبرغ، وكتّاب مسرحيات العاصفة والاندفاع، والأوبرا الألمانية الجادة، ما جعله «العامل الأول في تغيير المشهد الأوبرالي الألماني» في نهاية القرن الثامن عشر. وُصف في حياته بأنه «أحد أجدر الرجال في الفن الألماني».
انتقل سيلر، وهو ابن كاهن إصلاحي من بازل، إلى لندن ثم إلى هامبورغ في بداية بلوغه، وأسس نفسه بصفة مصرفي تجاري في خمسينيات القرن الثامن عشر. خلال حرب السنوات السبع وتداعياتها المباشرة، انخرط مصرفه سيلر وتيلمان في مضاربات «خبيثة» متزايدة ومعقدة باستمرار مع الأدوات المالية وأفلس إفلاسًا شادهًا رافقته ديون هائلة في أعقاب الأزمة المصرفية في أمستردام عام 1763، ما أدى إلى عقد من التقاضي الموسع. على الرغم من أنهما كانا مصرفيين ثريين، لم يكن سيلر وشريكه التجاري «ممثلين لبرجوازية هامبورغ بأي شكل». كان سيلر، المتأنق والمفعم بالحيوية والذي كان ينظر إليه بعين الريبة في هامبورغ، يرمز إلى شكل جديد وأكثر عدوانية من الرأسمالية.
أدى إعجاب سيلر بالممثلة التراجيدية صوفي هينسل (سيلر)، التي أصبحت فيما بعد زوجته الثانية، إلى تكريسه نفسه بالكامل للمسرح من عام 1767 فصاعدًا. استخدم أمواله المتبقية ليصير المساهم الرئيسي والمتبرع والزعيم الفعال لمسرح هامبورغ الوطني المثالي، والذي صار مؤسسة ثقافية رائدة في ألمانيا. وظف مسرحه ليسينغ بصفة أول مؤلف مسرحي في العالم، وبلغ ذروته في مسرحية دراماتورجيا هامبورغ التي عرّفت المجال وأعطته اسمه. في عام 1769، أسس سيلر مجموعة سيلر المسرحية المتنقلة، والتي أصبحت واحدة من أشهر مجموعات المسرح في أوروبا خلال الفترة من 1769 إلى 1779 وعُدّت «أفضل مجموعة مسرحية في ألمانيا في ذلك الوقت». كانت المجموعة تتمحور إلى حد كبير حول زوجته المستقبلية ومعاونه المقرب كونراد إيكهوف، أشهر ممثلة وممثل، على التوالي، في ألمانيا آنذاك. حمل في البداية امتياز هانوفر بصفة مخرج مسرحي وبقيت شركته في وقت لاحق لمدة ثلاث سنوات في بلاط الدوقة آنا أماليا في فايمار ولمدة عام في البلاط الدوقي في غوتا. من 1779 إلى 1781 كان المدير الفني المؤسس لمسرح مانهايم الوطني. كلف أعمالًا مثل العاصفة والاندفاع من تأليف كلنجر (الذي سُمي العصر باسمه)، وأدريان أوف ناكسوس من تأليف بيندا وألسيسته من تأليف شويرتزر، والتي تُعد «أول أوبرا ألمانية جادة». ركز سيلر في الغالب على الإدارة الفنية والاقتصادية والإدارية لجماعته المسرحية، وجعله افتقاره إلى خلفية الممثل ومهنته السابقة بصفة مصرفي تجاري يبرز بين مديري المسرح في عصره في مهنة بدأت للتو في اكتساب الاحترام. كان لعمل زوجته سينغسبيل هيون وأماندا (أو أوبرون) الصادر عام 1789 تأثير كبير على الناي السحري.

## خلفيته وطفولته
ولد أبيل سيلر في عام 1730 في ليستل خارج بازل بسويسرا. كان ابن رجل الدين الإصلاحي الحاصل على الدكتوراة في اللاهوت أبيل سيلر (الأكبر) (1684–1767)، والذي كان قس أبرشية فرنكيندورف مونزاخ في ليستل من 1714 إلى 1763، وآنا كاتارينا بوركهارت (1694–1773). نشأ في عائلة إصلاحية متعلمة ومتدينة وكان ينحدر من جميع العائلات الأرستقراطية الأبرز في بازل من جانبي والديه أو يرتبط بها ارتباطًا وثيقًا. كانت والدته تنتمي إلى عائلة بوركهارت الشهيرة. كان حفيدًا لعالم اللاهوت فريدريش سيلر وإليزابيث سوسين، وهي من أفراد عائلة نبيلة إيطالية الأصل، وسُمي على اسم والد جده، قاضي بازل ومبعوث البلاط الفرنسي أبيل سوسين (1632–1695). إضافة إلى أنه ينحدر من عائلتي مريان وفايش. كان من نسل جوستينا فروبن الأمومي، ابنة الناشط الإنساني يوهان فروبن، وبالتالي كان ينتمي إلى نفس نسل آنا كاثرينا بيشوف الأمومي. كانت له أخت هي إليزابيث سيلر (1715–1798)، متزوجة من كاهن الأبرشية دانيال مريان. كان على علاقة قرابة بعيدة بالكاردينال جوزيف فيش، عم نابليون، وكلاهما ينحدر من تاجر الحرير البازلي والسياسي والدبلوماسي يوهان رودولف فايش (توفي 1659)، الذي كان رئيس بلدية بازل وقاد الفصيل الموالي لفرنسا في المدينة.

## سيلر مصرفيًا تجاريًا
عندما كان سيلر شابًا، غادر بازل إلى لندن أولًا ثم هامبورغ، حيث كان نشطًا بصفة مصرفي تجاري حتى عام 1766. كانت هامبورغ آنذاك في طور بروزها بصفة أحد أهم مراكز التجارة والتمويل في العالم، واحتفظت بهذه المكانة حتى نهاية القرن الثامن عشر. أسس مع شركائه التجاريين يوهان مارتن تيلمان وإدوين مولر الشركات المترابطة سيلر وتيلمان ومولر وسيلر، اللتين انخرطتا في مضاربات متزايدة ومعقدة بالأدوات المالية في خلال حرب السنوات السبع في خمسينيات وأوائل ستينيات القرن الثامن عشر. كان لشركة سيلر وتيلمان علاقات وثيقة مع بنك الأخوة دي نوفيل في أمستردام، وكان يُعد أحد أكثر البنوك المضاربة وغير الأخلاقية في ذلك العصر. في عام 1761، استأجر سيلر وتيلمان، بصفتهما وكيلين لشريكهما التجاري المقرب هاينريش كارل فون شيميلمان، مصنع سك العملة في ريثويش من فريدريك تشارلز الفقير، دوق شليسفيغ هولشتاين سونديربورغ بلون، وهو من فرع صغير من العائلة الملكية الدنماركية، لإنتاج عملات معدنية مغشوشة في السنوات الأخيرة من حرب السنوات السبع. أفلس سيلر وتيلمان في أعقاب الأزمة المصرفية في أمستردام عام 1763 وظل عليه ديون تبلغ 3- 4 مليون مارك، وهو مبلغ هائل. بدأت دعوى مدنية واسعة النطاق فيما يخص الإفلاس في عام 1763، واستمرت حتى عام 1773، ووصلت القضية إلى المحكمة الإمبراطورية. وُجه الكثير من الانتقادات لأخلاقيات العمل وأسلوب الحياة الباهظ لسيلر وتيلمان.